# Вуктыл (приток Печоры)
Вукты́л (устар. Вукты́ла; на небольшом участке Гудырвож) — река в России, протекает по Республике Коми. Устье реки находится в 1110 км по правому берегу реки Печора. Длина реки составляет 128 км, площадь водосборного бассейна 2170 км².

## Этимология
Название реки Вуктыл образованно от древенго финно-угорского термина охт, ухт — «река, протока, волок», который под влиянием коми языка закономерно превратился в вукт; конечный элемент -ыл мог образоваться из коми ёль — «ручей». Участок Гудырвож происходит от коми «гудыр» — «мутный» и «вож» — «приток».

## Притоки
(км от устья)
- Песьваёль (лв)
- 12 км: Югыдвож (пр.)
- Западный Трешолшор (лв)
- Южный Трешолшор (лв)
- Вэрашор (лв)
- Вилапуаёль (пр)
- 34 км: Шеръёль (пр.)
- Кыдзяшор (лв)
- Лекческашор (лв)
- 42 км: Сускаёль (пр.)
- Таркойёль (пр)
- Лэптаёль (лв)
- 50 км: Витаёль (пр.)
- Коснэмъёль (лв)
- Юськаёль (пр)
- Ерман-Керкаёль (лв)
- 70 км: Мутная (пр.)
- 84 км: без названия (пр.)[6]
- 86 км: Бадья (пр.)
- 92 км: Вуктылвож (лв.)[7]
- 96 км: Нижний Вуктыл (пр.)[8]
- 100 км: Средний Вуктыл (пр.)[9]
- 102 км: Верхний Вуктыл (пр.)[10]
- 110 км: без названия (пр.)[11]

## Данные водного реестра
По данным государственного водного реестра России, относится к Двинско-Печорскому бассейновому округу, водохозяйственный участок реки — Печора от водомерного поста у посёлка Шердино до впадения реки Уса, речной подбассейн реки — бассейны притоков Печоры до впадения Усы. Речной бассейн реки — Печора.
Код объекта в государственном водном реестре — 03050100212103000061517.